# HMAS Australia (D84)
La HMAS Australia è un incrociatore pesante della Royal Australian Navy costruito nel periodo tra le due guerre mondiali, impostato in base ai criteri del Trattato navale di Londra, che limitava tra l'altro il dislocamento degli incrociatori pesanti a 10000 tonnellate metriche.

## Progetto e protezione
Lo scafo della nave prevedeva un bordo libero notevolissimo, ovviamente a beneficio della tenuta di mare e dell'abitabilità, entrambe eccellenti. 3 fumaioli molto snelli e alti contribuivano a dare alla nave un aspetto imponente ed elegante, quasi da transatlantico. La superficie da proteggere era molto ampia e anche per questo le navi erano dotate di una protezione assai limitata, specie per le torrette.
Il miglior valore di protezione lo possedeva la cintura corazzata, variabile tra i 76 e i 102 mm, mentre il ponte principale variava tra i 51 e i 127 mm. Le torri e barbette disponevano di solo 25-51 mm.

## Propulsione
Il sistema propulsivo prevedeva turbine Parsons o di altri modelli su ben 4 assi, per un totale di 80000 hp. Ben 3200 t di carburante davano un'autonomia estremamente elevata, anche perché la potenza era assai limitata per una tale nave.
La velocità massima era indicata in 32 nodi, non molti ma mantenibili, come uso per la Royal Navy, in condizioni pratiche e non nelle prove in tempo di pace, come in uso in altre Marine (segnatamente, quella italiana e anche la Marina imperiale giapponese).

## Armamento e velivoli

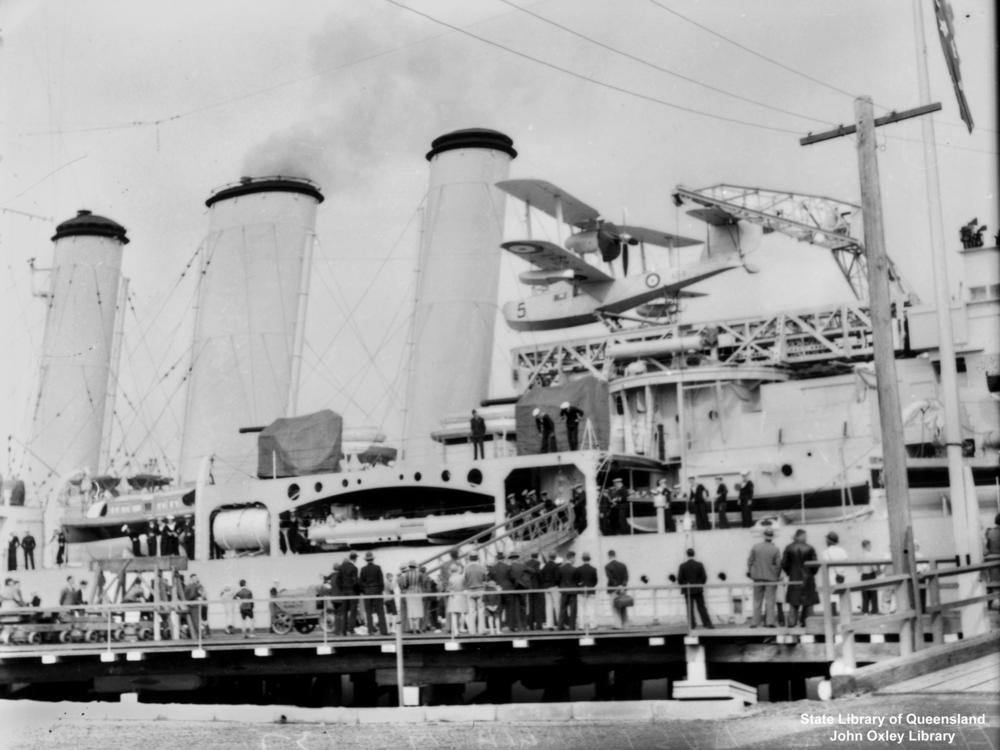
Un Supermarine Walrus posizionato sulla catapulta della HMAS Australia a Brisbane nel 1937

Il progetto dei "County" prevedeva 8 cannoni Mk VIII calibro 203 mm, capaci di sparare fino a 20 000 metri proiettili da circa 120 kg. Erano buone armi, anche se non straordinarie, in quanto le loro prestazioni erano tenute in secondo piano rispetto all'affidabilità complessiva (che pure ebbe problemi, inizialmente). L'armamento antiaereo verteva su 4 cannoni singoli calibro 4 pollici, 102 mm, che vennero poi sostituiti da torrette binate, per dare alle navi una potenza di fuoco sufficiente.
Altre armi erano gli impianti "pom-pom", affusti multipli per mitragliere Vickers, molto spettacolari ma tendenti ai guasti e molto difficili da tenere in efficienza. Mitragliere da 12,7 e poi da 20mm Oerlikon completavano le dotazioni antiaeree.
Come armamento silurante erano installati 8 tubi di lancio calibro 533mm, mentre l'hangar per l'idrovolante permetteva la presenza di un velivolo, inizialmente un Supermarine Seagull III (1928–1936), poi un Supermarine Walrus (1936–1944); dal 1935 al 1944 fu dotato anche di una catapulta.

## Servizio
L'HMAS Australia insieme all'HMAS Canberra, venne ceduta alla Marina Australiana. Quest'ultima nave venne affondata durante la disastrosa notte della battaglia dell'Isola di Savo. L'HMAS Australia prestò servizio insieme alla Settima Flotta statunitense in episodi come la battaglia del Golfo di Leyte, e nel 1944 venne colpita da un aereo kamikaze, che la danneggiò pesantemente tanto da richiedere pesanti lavori in bacino. Poiché i bacini di carenaggio australiani erano impegnati con le navi della British Pacific Fleet venne inviata in Gran Bretagna dove la trovò l'annuncio della resa del Giappone.